# Nilufar Gadayeva
Nilufar Karimovna Gadayeva (ur. 25 marca 1993) – uzbecka zapaśniczka walcząca w stylu wolnym. Zajęła 27. miejsce na mistrzostwach świata w 2019. Brązowa medalistka mistrzostw Azji w 2019, a także igrzysk młodzieży w 2010. Trzecia na mistrzostwach Azji juniorów w 2008 roku.